# ステージ・ストラック (1936年の映画)
『ステージ・ストラック』（Stage Struck）は、1936年のアメリカ合衆国のミュージカル映画。
バスビー・バークレーが監督し、ディック・パウエル、ジョーン・ブロンデル、ウォレン・ウィリアムが主演した。
装置はアートディレクターのロバート・M・ハースがデザインした。

## キャスト
- ジョージ・ランドール：ディック・パウエル
- ペギー・リヴィア：ジョーン・ブロンデル
- フレッド・ハリス：ウォレン・ウィリアム
- シド：フランク・マクヒュー
- カルテット：ヨット・クラブ・ボーイズ
- ルース・ウイリアムズ：ジーン・マドゥン
- グレイシー：キャロル・ヒューゲス
- ギルモア・フロスト：クレイグ・レイノルズ
- ウェイン：ホバート・キャヴァナー
- オスカー・フルード：ジョニー・アーサー
- ミスター・ランドール：スプリング・バイイントン
- ドクター・スタンリー：トーマス・ポーグ
- バーンズ・ヘイウッド：アンドリュー・トムズ
- トッツ・オコナー：ルル・マコネル
- クーパー：ヴァル・スタントン
- マーリー：アーニー・スタントン
- ローダン：エドワード・ガーガン
- ヘニー：エディ・チャンドラー
- イヴォンヌ：リビー・テイラー
- ミセス・キャシディ：メアリー・ゴードン